# Peugeot

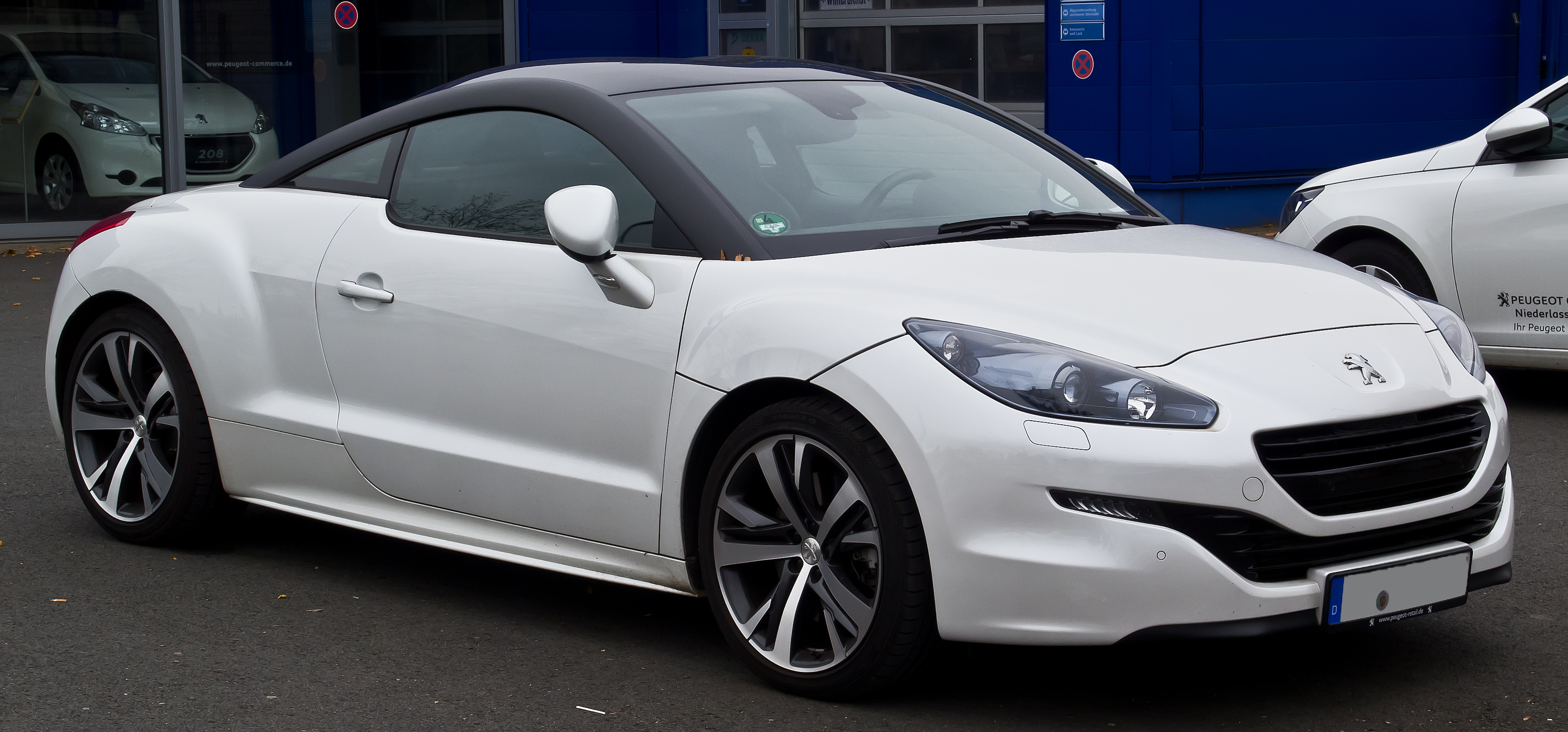
Peugeot RCZ, Diesel Car magazine 'Sports Car of the Year' 2010-2014, Top Gear 2010 Coupe of the Year

Peugeot (pežot) je značka automobilů vyráběných francouzskou firmou Automobiles Peugeot, která je součástí koncernu Stellantis (vznikl sloučením Groupe PSA a FCA v lednu 2021).

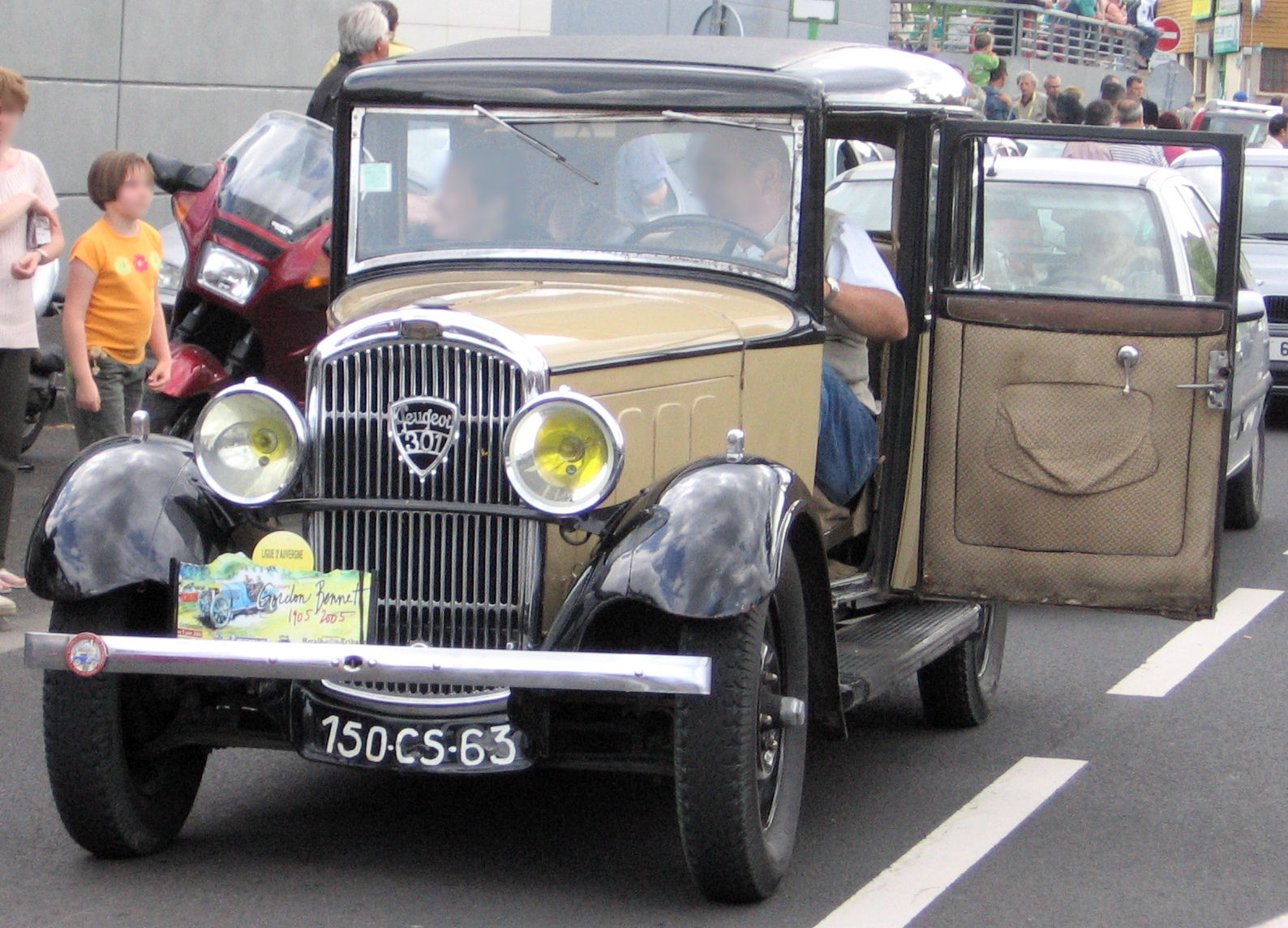
Automobil Peugeot 301 vyráběný v letech 1932–1937

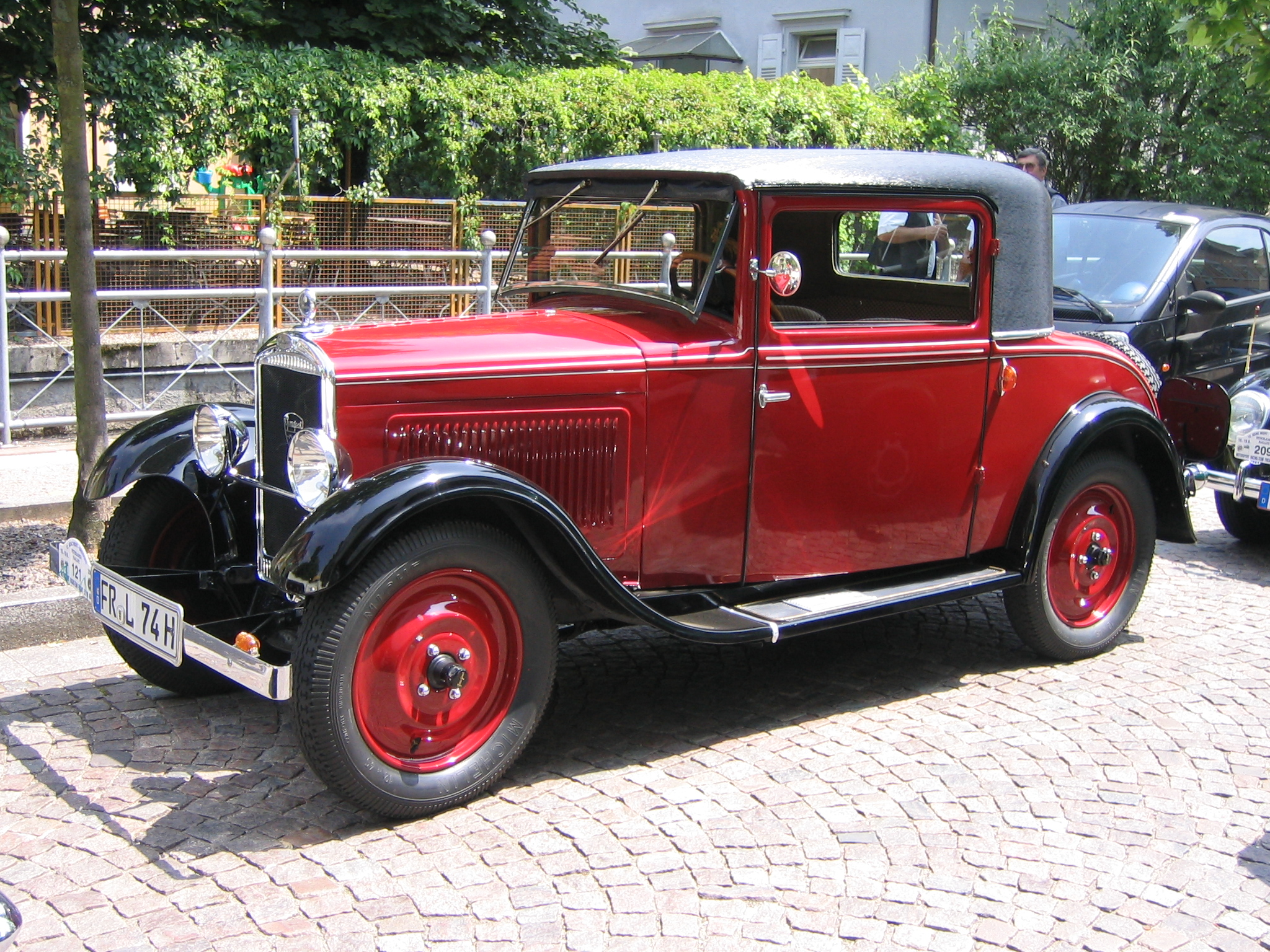
Peugeot 201

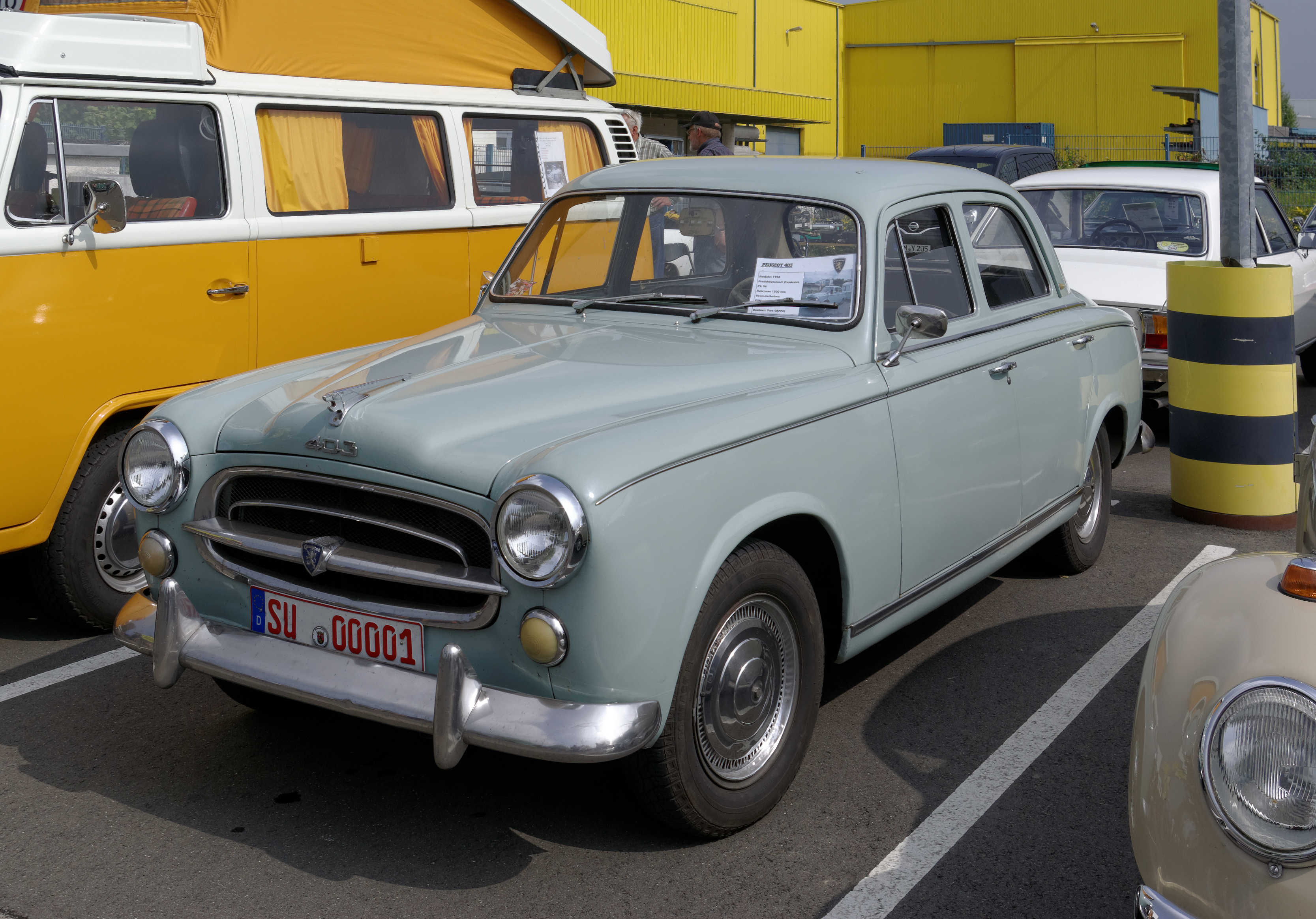
Peugeot 403

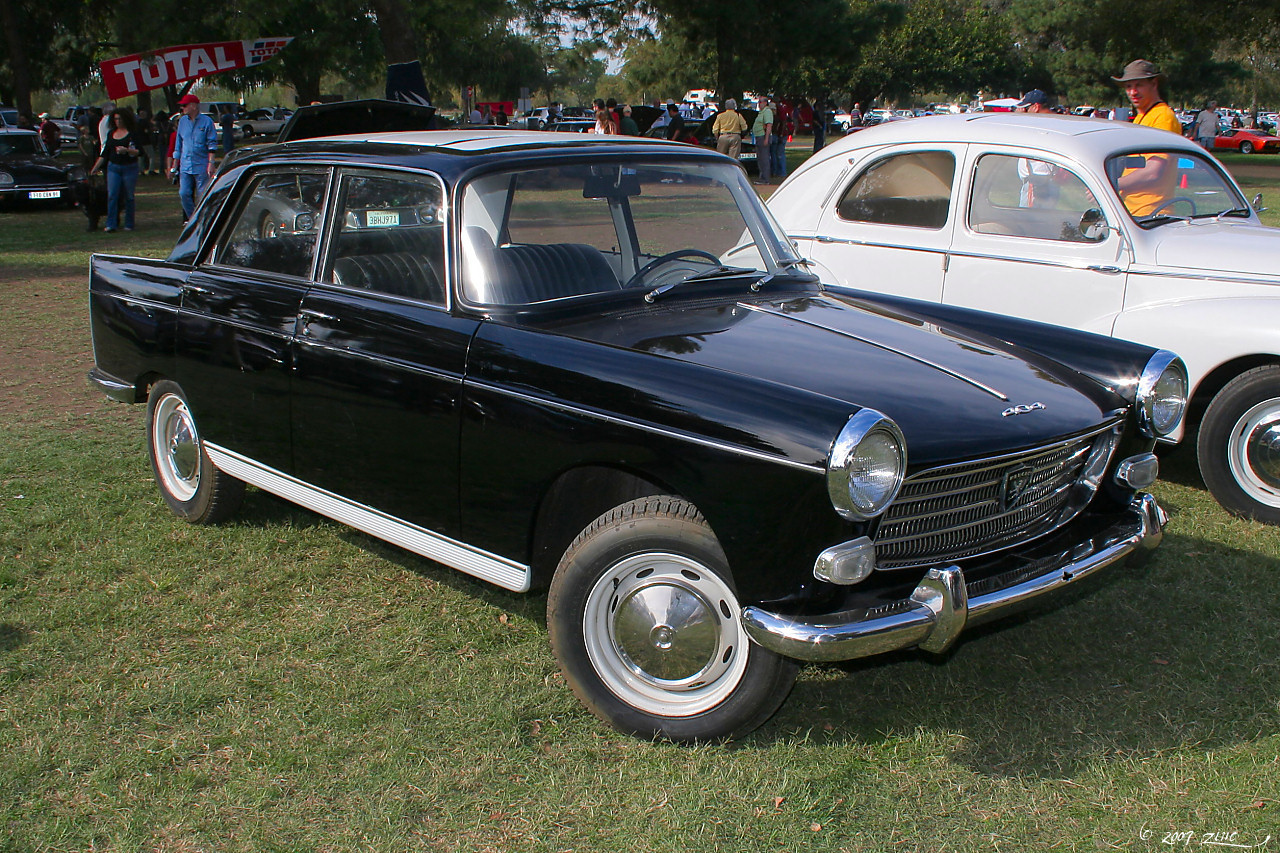
Peugeot 404

## Historie
Rodina Peugeotů v roce 1810 přestavěla svůj obilný mlýn ve vesnici Vandoncourt na malou továrnu vyrábějící válcovanou ocel a velké množství dalších ocelových výrobků. V roce 1850 se začal používat typický znak lva. Prvním vyrobeným dopravním prostředkem firmy Peugeot Fréres bylo v roce 1882 jízdní kolo Le Grand Bi.
Armand Peugeot se brzy začal zajímat o automobily a po setkání s Gottliebem Daimlerem a jemu podobnými byl přesvědčen o jejich životaschopnosti. První Peugeotův automobil (parní tříkolka) byl vyroben v roce 1889 ve spolupráci s Léonem Serpolletem. Parní pohon byl těžký, objemný a před jízdou vyžadoval dlouhotrvající přípravy, takže od něj bylo brzy upuštěno ve prospěch benzínového spalovacího motoru. V roce 1890 byl vyroben první čtyřkolový automobil poháněný Daimlerovým benzinovým motorem.
Dalších 29 automobilů se vyrobilo v roce 1892. Peugeot v tomto roce jako první použil u benzinem poháněného automobilu celogumové obruče kol (pneumatiky plněné vzduchem přišly až v roce 1895). Vozy prozatím vypadaly spíš jako kočáry bez koní a řídily se pomocí páky.
V roce 1896 se Peugeot přestal spoléhat na Daimlera a vyrobil první vlastní motory. Dále následovala mnohá vylepšení: motor se montoval pod kapotu v přední části vozu místo pod vůz, začal se používat volant a auta vypadala mnohem více jako ta dnešní.
V roce 1903 Peugeot začal s výrobou motocyklů, které jsou pod touto značkou vyráběny dodnes.
V roce 1913 se podařilo Peugeotu řízenému Julesem Gouxem zvítězit v závodu 500 mil Indianapolis. Vůz byl vybaven motorem Straight-4 navrženým Ernestem Henrym. Jeho návrh, který poprvé přinesl použití DOHC a 4 ventily na válec, měl velký vliv na budoucí vývoj závodních motorů. V této době Peugeotovi patřila polovina veškeré produkce automobilů ve Francii. Vítězství v Indianopolis se opakovala v letech 1916 a 1919.
Během let 1914–1918 se Peugeot zaměřil na zbrojní výrobu a stal se hlavním dodavatelem zbraní a vojenských dopravních prostředků od jízdních kol a tanků až po nábojnice. Po válce se opět vrátil k výrobě automobilů, které se ze zajímavých hraček pro bohaté staly dostupnými pro širší okruh lidí. I přes to se v roce 1926 do samostatné divize Cycles Peugeot odděluje stabilně zisková výroba jízdních kol a motocyklů, aby se tak osvobodila od automobilové, která daleko více podléhá střídajícím se konjunkturám a krizím.
V roce 1929 byl představen Peugeot 201, první automobil pojmenovaný typickým způsobem – tři čísla s nulou uprostřed, což je dnes registrovaná obchodní známka Peugeotu. Peugeot 201 byl také prvním hromadně vyráběným vozem s nezávislým zavěšením přední nápravy. Brzy potom přišla krize, prodej se snížil, ale společnost přežila. V roce 1933 byl ve snaze o obnovení úspěchu nastoupen nový aerodynamický styl a v následujícím roce byl uveden automobil se skládací tuhou střechou. Tato koncepce byla později, v padesátých letech, znovu použita Fordem Skylinerem a v poslední době Mercedesem.
Během druhé světové války byl Peugeot zabrán Němci a vyráběl nákladní automobily a dodávky. Továrny byly těžce bombardovány.
Rok 1948 znamenal pro společnost obnovu obchodu s modelem Peugeot 203. Následovaly další typy, mnohé elegantně navržené italskou firmou Pininfarina. V roce 1958 byl odstartován prodej ve Spojených státech. Stejně jako u mnohých dalších evropských výrobců došlo k navázání vzájemné spolupráce. S Renaultem od roku 1966 a Volvo Cars od roku 1972.
V roce 1974 Peugeot koupil 30% podíl v Citroënu a v roce 1976 ho zcela převzal za protestů příznivců Citroënu, kteří byli názoru, že legendární schopnost inovace a řemeslná zručnost s touto akvizicí upadne. Zastřešující firmou se stala skupina PSA (Peugeot Société Anonyme), která stojí mimo obě značky, ale poskytuje společné inženýrské a technické zázemí.
Skupina PSA v roce 1978, kdy americký Chrysler v důsledku ropné krize z roku 1974 a následné špatné marketingové strategie v Americe bojoval o přežití, odkoupila jeho evropskou divizi Chrysler – Simca. V roce 1980 Peugeot z konkurenčních důvodů přejmenoval vozy Chrysler – Simca na v té době již zaniklou a zapomenutou značku Talbot a tu posléze v roce 1986 zrušil. Továrnu přebral i s připravovaným vozem Talbot Arizona, který použil jako nástupce vozu Peugeot 305 a začlenil do vlastní modelové řady už o rok dříve jako Peugeot 309. Poté dále pokračoval v připravované výrobě Talbotu pod značkou Peugeot. Nutné investice do modernizace výroby zapříčinily finanční problémy skupiny PSA.
V roce 1983 byl uveden úspěšný a populární Peugeot 205, který byl zásadním obratem k lepšímu. Následovalo mnoho dalších úspěšných vozů.

## Současnost
V současné době se automobilka soustřeďuje na městské SUV. Byla představena omlazená verze 2008 a o rok později nová 3008 a 5008, které jsou si navzájem podobné přední částí i interiérem.
Peugeot neumožňuje si za příplatek dokoupit k žádné motorizaci ani výbavě pohon 4 × 4, jako náhradu si zákazník může koupit tzv. Grip control, který plně spolupracuje s ESP a ABS.
Peugeot 3008 se stal Evropským autem roku pro rok 2017.

## Vyráběné modely

### Číselné označení
- 104, 106, 107, 108
- 201, 202, 203, 204, 205, 206, 207, 208
- 301, 302, 304, 305, 306, 307, 308, 309
- 401, 402, 403, 404, 405, 406, 407, 408
- 504, 505, 508
- 601, 604, 605, 607
- 806, 807
- 905, 907
- 1007
- 2008
- 3008
- 4007, 4008
- 5008

### Ostatní
- Boxer
- Expert
- Partner
- Rifter
- Traveller
- RCZ
- CC (kabriolet)
- Ion
- H2O (koncept požárního auta)